# Керпініш (Марамуреш)
Керпініш (рум. Cărpiniș) — село у повіті Марамуреш в Румунії. Входить до складу комуни Копалнік-Менештур.
Село розташоване на відстані 394 км на північний захід від Бухареста, 13 км на південний схід від Бая-Маре, 89 км на північ від Клуж-Напоки.

## Населення
За даними перепису населення 2002 року у селі проживали 370 осіб, з них 368 осіб (99,5%) румунів. Усі жителі села рідною мовою назвали румунську.